# Mentha pamiroalaica
Mentha pamiroalaica — вид губоцвітих рослин родини глухокропивових. 2n = 18.

## Поширення
Ендемік Таджикистану.